# 치아파스주

치아파스주

치아파스주(스페인어: Chiapas)는 멕시코 남동부에 위치한 주로 주도는 툭스틀라구티에레스이며 면적은 73,311km2, 인구는 4,983,116명(2012년 기준), 인구 밀도는 68명/km2이다. 1824년 9월 24일에 신설되었으며 118개 지방 자치체를 관할한다. 북쪽으로는 타바스코주, 북서쪽으로는 베라크루스주, 서쪽으로는 오아하카주, 동쪽으로는 과테말라, 남쪽으로는 태평양과 접한다.
치아파스 주 주민의 대부분은 가난한 농민이 많다. 인구의 3분의 1은 마야족으로 이 지방 주민의 대부분은 스페인어를 구사할 줄 모른다고 한다. 주에 거주하는 주민의 대부분이 영양 실조로 고통을 받고 있으며 그 수는 40%에 달한다고 한다. 선고전기의 이사파, 마야 문명의 화려한 궁전과 티칼 왕의 고분이 알려져 있는 팔렝케 유적이 있다.

주기
주 문장

## 인구
| 연도 | 인구      | ±%     |
| ---- | --------- | ------ |
| 1895 | 320,694   | —      |
| 1900 | 360,799   | +12.5% |
| 1910 | 438,843   | +21.6% |
| 1921 | 421,744   | −3.9%  |
| 1930 | 529,983   | +25.7% |
| 1940 | 679,885   | +28.3% |
| 1950 | 907,026   | +33.4% |
| 1960 | 1,210,870 | +33.5% |
| 1970 | 1,569,053 | +29.6% |
| 1980 | 2,084,717 | +32.9% |
| 1990 | 3,210,496 | +54.0% |
| 1995 | 3,584,786 | +11.7% |
| 2000 | 3,920,892 | +9.4%  |
| 2005 | 4,293,459 | +9.5%  |
| 2010 | 4,796,580 | +11.7% |
| 2015 | 5,217,908 | +8.8%  |
| 2020 | 5,543,828 | +6.2%  |

## 같이 보기
- 2017년 치아파스 지진